# Ignasi de Janer i Milà de la Roca
Ignasi de Janer i Milà de la Roca (Sant Joan Lohitzune, 8 de juliol de 1869 - Barcelona, 22 de novembre de 1919) fou un advocat i escriptor barceloní.
Membre d'una destacada nissaga de polítics amb càrrecs municipals, fill del regidor Josep Erasme de Janer i de Gironella i net de l'alcalde Erasme de Janer i de Gònima, Ignasi de Janer esdevingué secretari de l'Ajuntament de Barcelona l'any 1908. Genealogista i heraldista remarcable, fou també col·leccionista, va aplegar 400 edicions de La imitació de Crist, avui a la Biblioteca de Catalunya i fou autor d'un estudi històric, El patriarca don Juan de Aragón. Su vida y sus obras (1904).
El seu fons personal està dividit entre la Biblioteca de Catalunya, que conserva sobretot documentació relacionada amb la seva activitat com a bibliòfil i editor, i l'Arxiu Històric de la Ciutat de Barcelona, que recull documentació relacionada amb els seus estudis sobre genealogia i heràldica. El fons aplega fotografies de temàtica religiosa que mostren edificis, indumentària, objectes, documents i obres d'art. A més, conté un retrat d'Ignasi de Janer i una fotografia de la casa dels seus avantpassats, la Casa Erasme.
Estava casat amb Soledat de Duran i de Brichfeus, filla de l'aristòcrata i polític Enric de Duran i de Duran.